# Firnhaberauheide

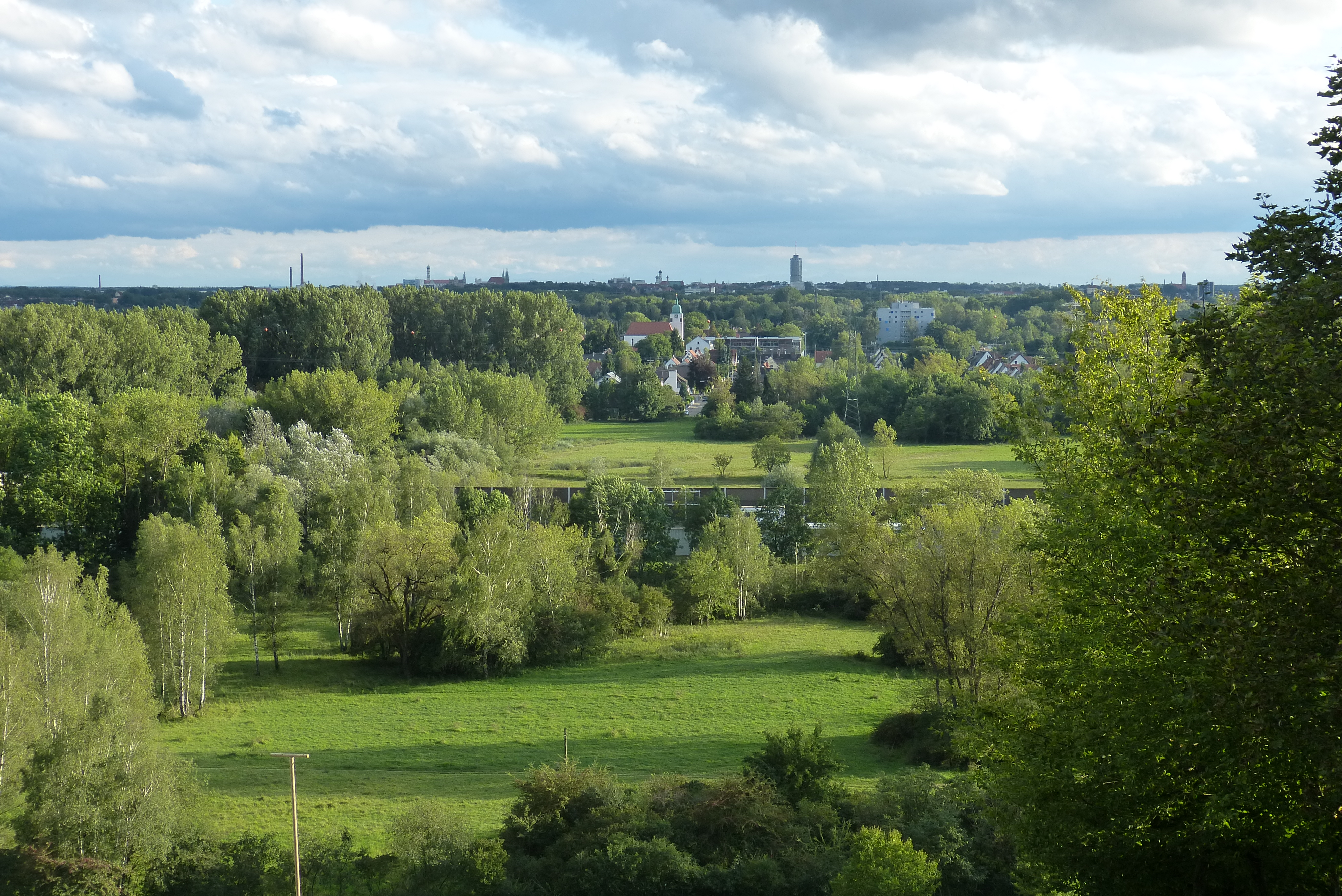
Blick auf die Firnhaberauheide vom Augsburger Müllberg aus

Die Firnhaberauheide ist ein Naturschutzgebiet im Norden Augsburgs östlich des Lechs und umfasst überwiegend offenes Grasland mit Heckensäumen und einzelnen Bauminseln. Sie ist unter der Kennung NSG-00470.01 eingetragen, umfasst eine Fläche von 15 ha und wird durch die Autobahn Stuttgart–München in einen Süd- und einen etwas kleineren Nordteil geteilt. Die Firnhaberauheide gilt als wichtiger Trittstein im Biotopverbund Lechtal.

## Lage
Die Firnhaberauheide liegt auf der Gemarkung Lechhausen der Stadt Augsburg. Der südliche Teil wird im Süden durch den Stadtteil Firnhaberau begrenzt, im Westen durch den Lech und im Norden durch die A 8. Der Nordteil schließt im Süden an die Autobahn an und endet im Westen an einem Weg den Fluss entlang in Richtung Europaweiher der Stadt Gersthofen. Im Norden reicht das Biotop bis an den Augsburger Müllberg heran. Das gesamte Areal wird im Osten durch den „Oberen Auweg“ abgeschlossen, der von den Wohnhäusern im Süden über die A 8 bis auf das gesperrte Gelände des Müllbergs führt.

## Geschichte
Einst lag die Firnhaberauheide abseits der Augsburger Stadtgrenze in einem Auwaldstreifen östlich des Lechs. Sie diente dem Kommerzienrat Friedrich August Firnhaber (1823–1887) als Jagdrevier. Siedler nannten das Gebiet „Klein-Sibirien“ und ließen auf dem kargen Grasland ihren Tiere weiden, insbesondere Schafe und Ziegen. Ab 1921 wurde die Heidefläche fortwährend verkleinert, um Bauland für Wohnhäuser zu gewinnen. Nur ein kleiner Rest der Lechheide blieb als Pufferstreifen erhalten. In den Jahren 1976 bis 1979 sollte die Heide im Rahmen der Umgestaltung der Lechufergrünflächen in eine öffentliche Grünanlage umgewandelt werden. Hierzu war geplant, den Kiesboden mit Humus abzudecken und Parkrasen anzusäen. Dank des Engagements Augsburger Naturschützer konnte dies jedoch verhindert werden. 1991 wurde im Südteil auf einer Teilfläche an der Autobahn der fruchtbare Oberboden abgetragen, um einen Rohbodenstandort zu schaffen. Schließlich wurde das gesamte Areal 1994 unter Naturschutz gestellt. Seit 2001 führt ein Wanderschäfer drei Mal im Jahr für einige Tage Schafe und Ziegen in das Gebiet, um den Aufwuchs abweiden zu lassen und einer Gehölzsukzession entgegenzuwirken. Zuvor wurden die Grasflächen jährlich einmal gemäht.

## Heidefläche
Hochwasser des Lechs spülten Gebirgsschotter flussabwärts und lagerten ihn terrassenförmig ab. Seit der letzten Eiszeit war die Heide ein wichtiger Trittstein zur Ausbreitung von Arten zwischen den Alpen und dem Jura. Heute sind von den Heiden nur noch Relikte vorhanden, auf denen viele Arten dauerhaft nicht überleben können. Deshalb sollen diese „Biotopinseln“ wieder miteinander verbunden werden. Die Firnhaberauheide fungiert dabei als Bindeglied zwischen dem Landschaftsschutzgebiet Lechauen Nord und dem Naturschutzgebiet Stadtwald Augsburg.